# Gae-in-ui chwihyang
Gae-in-ui chwihyang (개인의 취향?; lett. "Le preferenze di Gae-in"; titolo internazionale Personal Taste, conosciuta anche come Personal Preference) è una serie televisiva sudcoreana trasmessa su MBC dal 31 marzo al 20 maggio 2010. È tratta dal romanzo omonimo del 2007 di Lee Sae-in.

## Trama
Jeon Jin-ho, un architetto alle prime armi ma già pieno d'iniziativa e idee brillanti, viene sempre battuto alle gare d'appalto da un suo rivale coetaneo, Han Chang-ryul, figlio d'un uomo d'affari che utilizza spesso mezzi sleali per favorire il figlio. Nel tentativo di risollevare il suo piccolo studio, Jin-ho è determinato a vincere l'appalto per il centro d'arte Dam e decide di trovare più informazioni possibili sull'edificio preferito dal direttore, una villa che non è mai stata aperta al pubblico. La villa è abitata dalla giovane figlia del maestro architetto che l'ha progettata, Park Gae-in, una designer di mobili che non si fida più degli uomini da quando ha scoperto che il fidanzato Han Chang-ryul l'ha lasciata per sposarsi con l'amica Kim In-hee, con la quale aveva da anni una relazione. Per riuscire a impossessarsi delle informazioni che è sicuro la casa nasconda, Jin-ho si finge omosessuale e riesce a farsi accettare come coinquilino in affitto da Gae-in. La convivenza si rivela alquanto complicata: lei è un'autentica frana in tutte le cose di casa, mentre lui è un pignolo che ama l'ordine e la pulizia. Jin-ho tenta subito di sfruttare l'ingenuità di Gae-in per ottenere le informazioni che vuole, ma finisce con l'innamorarsi di lei: deve quindi decidere se continuare a fingere, come gli chiede anche il suo collega di lavoro e complice, oppure mettere fine alla farsa e rivelare a Gae-in quali sono i veri sentimenti che prova nei suoi confronti.

## Personaggi
- Park Gae-in, interpretata da Son Ye-jin.
È una ragazza ingenua, gentile e completamente negata nelle faccende domestiche. Figlia di un famoso architetto che vive all'estero ormai da molti anni, possiede una sua galleria di design di mobili, ma viene ingannata da colui che credeva un amico e derubata di tutti i risparmi dell'azienda. Rischia così la bancarotta; oltre a ciò, il suo fidanzato Chang-ryul la lascia per sposare la sua migliore amica In-hee. Si vede così obbligata a mettere in affitto una stanza della sua casa.
- Jeon Jin-ho, interpretato da Lee Min-ho.
È un giovane architetto puntiglioso e amante della pulizia. Cerca a tutti i costi di vincere l'appalto del centro d'arte Dam per salvare la sua piccola attività da fallimento sicuro. Viene a sapere che il cliente è affascinato dall'opera del padre di Gae-in e pensa così di progettare un edificio nello stesso stile della casa dove lei abita, ma l'ingresso è proibito a chiunque non sia di famiglia: decide, di conseguenza, di fingersi gay.
- Han Chang-ryul, interpretato da Kim Ji-seok.
Il maggiore concorrente di Jin-ho, è anche l'ex fidanzato di Gae-in. Appena viene a conoscenza che è la figlia del famoso architetto, cerca in ogni modo di riavvicinarla. Non crede che Jin-ho sia gay e prova a smascherarlo.
- Kim In-hee, interpretata da Wang Ji-hye.
È la migliore amica di Gae-in, ma ha una relazione con Chang-ryul.
- Choi Do-bin, interpretato da Ryu Seung-ryong.
Cliente di Jin-ho appassionato del lavoro d'architetto del padre di Gae-in. È gay e Jin-ho, per non farsi scoprire, deve accettare la sua corte senza ferire troppo i suoi sentimenti.
- Lee Young-sun, interpretata da Jo Eun-ji.
- Noh Sang-jun, interpretato da Jung Sung-hwa.
Collaboratore e braccio destro di Jin-ho, convince l'amico a continuare a finger sui suoi autentici gusti personali. Per ingannare Gae-in fa la parte dell'amante un po' effeminato di Jin-ho.
- Kim Tae-hoon, interpretato da Im Seulong.
- Na Hye-mi, interpretata da Choi Eun-seo.
- Jeon Jang-mi, interpretata da Park Hae-mi.
- Han Yoon-sub, interpretato da Ahn Suk-hwan.
- Segretario Kim, interpretato da Jang Won-young.
È il segretario personale di Chang-ryul.
- Park Chul-han, interpretato da Kang Shin-il.
Padre di Gae-in, è un maestro nel settore delle costruzioni. Non crede affatto alla sincerità dei sentimenti dimostrati da Jin-ho nei confronti della figlia.

## Ascolti
| Episodio | Data di trasmissione | Dati TNMS           | Dati TNMS                  | Dati AGB            | Dati AGB                   |
| Episodio | Data di trasmissione | A livello nazionale | Area metropolitana di Seul | A livello nazionale | Area metropolitana di Seul |
| -------- | -------------------- | ------------------- | -------------------------- | ------------------- | -------------------------- |
| 1        | 31 marzo 2010        | 12,7%               | 13,7%                      | 12,5%               | 13,8%                      |
| 2        | 1º aprile 2010       | 11,4%               | 11,9%                      | 12,5%               | 14,2%                      |
| 3        | 7 aprile 2010        | 12,9%               | 14,5%                      | 11,5%               | 13,0%                      |
| 4        | 8 aprile 2010        | 12,8%               | 14,0%                      | 10,9%               | 12,7%                      |
| 5        | 14 aprile 2010       | 13,0%               | 14,3%                      | 11,8%               | 13,6%                      |
| 6        | 15 aprile 2010       | 12,2%               | 13,1%                      | 11,1%               | 12,7%                      |
| 7        | 21 aprile 2010       | 13,6%               | 15,1%                      | 11,6%               | 14,0%                      |
| 8        | 22 aprile 2010       | 13,0%               | 13,9%                      | 11,9%               | 13,2%                      |
| 9        | 28 aprile 2010       | 14,2%               | 15,8%                      | 13,1%               | 15,1%                      |
| 10       | 29 aprile 2010       | 13,9%               | 15,0%                      | 12,1%               | 13,7%                      |
| 11       | 5 maggio 2010        | 16,2%               | 17,6%                      | 12,6%               | 14,4%                      |
| 12       | 6 maggio 2010        | 14,3%               | 15,8%                      | 12,3%               | 14,0%                      |
| 13       | 12 maggio 2010       | 12,1%               | 13,1%                      | 10,9%               | 12,6%                      |
| 14       | 13 maggio 2010       | 13,2%               | 14,3%                      | 10,2%               | 11,8%                      |
| 15       | 19 maggio 2010       | 12,4%               | 13,0%                      | 10,7%               | 12,1%                      |
| 16       | 20 maggio 2010       | 14,3%               | 14,9%                      | 11,1%               | 12,4%                      |
| Media    | Media                | 13,3%               | 14,4%                      | 11,7%               | 13,3%                      |

## Colonna sonora
1. Can't Believe It (말도 안돼) – Younha
2. Dropping Rain (빗물이 내려서) – Kim Tae-woo
3. My Heart is Moved (가슴이 뭉클) – SeeYa
4. You Called the Wings (그대라는 날개) – Kim Tae-woo
5. Making Love (사랑 만들기) – 4Minute
6. Like a Fool (바보처럼) – 2AM
7. 왕벌의 비행
8. Strange Feeling (야릇한 느낌)
9. 왕벌의 비행 (versione piano)
10. Like a Fool (strumentale)
11. Making Love (strumentale, versione chitarra)
12. You Called the Wings (strumentale)
13. My Heart is Moved (strumentale)
14. Dropping Rain (strumentale, versione violino)
15. Can't Believe It (strumentale, versione piano)

## Riconoscimenti
| Anno | Premio           | Categoria                              | Ricevente               | Risultato       |
| ---- | ---------------- | -------------------------------------- | ----------------------- | --------------- |
| 2010 | MBC Drama Awards | Premio all'eccellenza, attore          | Lee Min-ho              | Vincitore/trice |
| 2010 | MBC Drama Awards | Miglior nuovo attore                   | Im Seulong              | Candidato/a     |
| 2010 | MBC Drama Awards | Premio popolarità                      | Lee Min-ho              | Candidato/a     |
| 2010 | MBC Drama Awards | Premio popolarità                      | Son Ye-jin              | Candidato/a     |
| 2010 | MBC Drama Awards | Premio miglior coppia                  | Lee Min-ho e Son Ye-jin | Candidato/a     |
| 2010 | GyaO! Awards     | Drama straniero migliore/più condiviso |                         | Vincitore/trice |

## Distribuzioni internazionali
| Paese         | Canale/i            | Prima TV                     | Titolo adottato                   |
| ------------- | ------------------- | ---------------------------- | --------------------------------- |
| Giappone      | KNTV                | 31 marzo 2010-concluso       | 個人の趣向 (Gusto personale)      |
| Hong Kong     | Now Hong Kong       | 16 agosto-15 settembre 2010  | 個人的取向 (Preferenze personali) |
| Singapore     | Mediacorp U Channel | 4 settembre-11 dicembre 2010 | 個人取向 (Preferenze personali)   |
| Taiwan        | Formosa TV          | 5 settembre-12 dicembre 2010 | 個人取向 (Preferenze personali)   |
| India         | Trans 7             | 4 ottobre 2010-concluso      | Personal Taste                    |
| Filippine     | ABS-CBN             | 8 novembre 2010-concluso     | Perfect Match                     |
| Medio Oriente | MBC 4               | 16 febbraio 2014-concluso    | الذوق الخاص (Gusto personale)     |
| Malaysia      | 8TV                 | 4 settembre 2010-concluso    |                                   |